# Teorema de Fejér
En matemàtiques, i més precisament en anàlisi, el teorema de Fejér és un dels resultats principals de la teoria de sèries de Fourier. Proporciona propietats de convergència molt generals per a la sèrie de Fourier, ja que s'utilitza el procés de suma de Cesàro. El teorema va ser demostrat el 1900 pel matemàtic hongarès Lipót Fejér (1880-1959).

## Enunciat
Sigui f una funció localmen integrable t i 2π-periòdica. Escrivim
{\displaystyle S_{n}(f)(x):=\sum _{k=-n}^{n}c_{k}(f)\mathrm {e} ^{\mathrm {i} kx}}
el terme d'ordre n de la sèrie de Fourier, amb
{\displaystyle c_{k}(f):={\frac {1}{2\pi }}\int _{-\pi }^{\pi }f(t)\mathrm {e} ^{-\mathrm {i} kt}\,\mathrm {d} t},
llavors
{\displaystyle \sigma _{N}(f)\colon x\longmapsto {\frac {1}{N+1}}\sum _{n=0}^{N}S_{n}(f)(x)}
són les successives mitjanes de Cesàro dels termes de la sèrie de Fourier. A continuació, disposem de les afirmacions següents:
- Teorema de Fejér, versió uniforme :
Si f es una funció contínua, llavors la sèrie de funcions {\displaystyle \sigma _{N}(f)} convergeix uniformement cap a la funció f, amb a més, per a tot N,
{\displaystyle \|\sigma _{N}(f)\|_{\infty }\leqslant \|f\|_{\infty }} ;
- Teorema de Fejér, versió Lp {\displaystyle (1\leqslant p<+\infty )}, també anomenat Teorema de Fejér-Lebesgue :
Si f pertany a l'espai Lp, llavors la sèrie de funcions {\displaystyle \sigma _{N}(f)} convergeix cap a la funció f en sentit de la norma {\displaystyle \|\cdot \|_{p}}, amb a més, per a tot N,
{\displaystyle \|\sigma _{N}(f)\|_{p}\leqslant \|f\|_{p}}.

Una forma més general del teorema s'aplica a funcions que no necessàriament són contínues. Suposem que f es troba en L¹(-π,π). Si els límits de l'esquerra i de la dreta f(x0±0) de f(x) existeixen a x0, o si els dos límits són infinits del mateix signe, llavors
{\displaystyle \sigma _{n}(x_{0})\to {\frac {1}{2}}\left(f(x_{0}+0)+f(x_{0}-0)\right).}
També existeix una existència o divergència a l'infinit de la mitjana de Cesàro..

## Aplicacions
Com a conseqüència del teorema de Fejér es poden obtenir molts resultats sobre la sèrie de Fourier. A les proposicions següents, totes les funcions considerades són 2π-periòdiques.
- L'aplicació a una funció integrable que associa els seus coeficients de Fourier és injectiva.

La injectivitat s'ha d'entendre a l'espai L{{1}}, és a dir, dues funcions amb els mateixos coeficients de Fourier són iguals gairebé a tot arreu. En el cas de dues funcions contínues, són iguals.
- El teorema uniforme de Fejér constitueix una de les possibles proves del teorema de Weierstrass trigonomètric: si f és una funció contínua, hi ha una seqüència de polinomis trigonomètrics que conflueixen uniformement cap a f. De la mateixa manera, el teorema de Fejér-Lebesgue demostra la densitat de l'espai dels polinomis trigonomètrics als diferents espais Lp.
- Si f és contínua i si la seva sèrie de Fourier convergeix fins a un punt x, de manera que ella necessàriament convergeix f (x).

S'ha de comparar amb el comportament de la sèrie de Taylor d'una funció, que molt bé pot convergir a un valor diferent al valor de la funció.
- Podem utilitzar el teorema de Fejér per demostrar una versió uniforme del teorema de Jordan-Dirichlet: si f és una funció variada delimitada i contínua, la sèrie de Fourier f convergeix uniformement cap a f.